# Милвин
Милвин (на френски: Milvignes) е селище в западна Швейцария, част от окръг Литорал на кантона Ньошател. Населението му е около 9000 души (2018).
Разположен е на 457 метра надморска височина в Швейцарското плато, на брега на езерото Ньошател и на 6 километра югозападно от центъра на град Ньошател. Селището е създадено през 2013 година с обединението на дотогавашните Оверние (известно от 1011 година), Бол и Коломбие.

## Известни личности
Починали в Милвин
- Беа Луи дьо Мюра (1665 – 1749), писател